# V
V je 22. písmeno latinské abecedy.

## V
- V biochemii je V symbol pro aminokyselinu valin.
- V dorozumívání je V označení gesta vítězství.
- Ve fyzice je V symbolem pro objem
- V hudbě je V zkratkou pro housle – violino
- V chemii je V značka vanadu.
- V kartografii a geografii písmeno v nebo V značí v češtině východ
- V je mezinárodní poznávací značka Vatikánu
- Mezi římskými číslicemi je V symbolem pro číslo pět
- V soustavě SI je V značkou jednotky elektrického napětí a potenciálu volt
- Za 2. světové války označovalo toto písmeno německé odvetné zbraně (Vergeltungswaffe), jako byly V-1 a V-2
- V českém šachu je V označení figury věže (na mezinárodní scéně se používá R od anglického slova Rook)
- anglická zkratka pro vítězství – od slova Victory
- Gesto V – označuje vítězství
- Véčko – označení typu mobilního telefonu
- V křesťanské liturgii označuje značka ℣ verš recitovaný knězem či osobou vedoucí modlitbu a následovaný responsí kongregace.

## v
- V češtině je v předložka – viz heslo v ve Wikislovníku.
- Ve fyzice je v symbolem pro rychlost (lat. velocitas)
- V gramatice je v symbol pro sloveso, pochází z latinského verbum
- V knihovnictví je v rubová stránka listu knihy, viz Paginace
- Další latinské zkratky:
  - versus, proti
  - vidi, viděl jsem (spisová poznámka)
- Zkratka v. v. znamená „ve výslužbě“; viz též Emeritura